# 龍川郡 (隋朝)
龙川郡，隋朝时设置的郡。
隋文帝平南陈置循州总管府。隋炀帝大业三年（607年）改循州置龙川郡，治所在归善县（今广东省惠州市惠阳区东北五里）。辖境同循州。统五县：归善县（今惠州市惠陽区）、河源县（今河源市源城区）、博罗县、兴宁县（今興寧市）、海丰县，户数6420。唐高祖武德五年（622年）复改为循州。

## 行政長官

### 隋朝龍川太守
- 栁旦，字匡德，河東解人，大業中任[1]。